# Fülöp Kálmán
Fülöp Kálmán (Sárvár, 1923. január 7. – Budapest, 2010. augusztus 23.) magyar dalszövegíró, költő, színész.

## Életpályája
A Színház és Filmművészeti Főiskolán végzett színi tanulmányokat. 1947 és 1959 között tagja volt a Magyar Színháznak, a Vígszínháznak, majd a Déryné Színháznak.
Több zenés játék, operett, rockopera (például az Ez aztán szerelem, illetve táncdal és sanzon (például Wolf Péter Ave Mariája) szövegét írta. Közreműködésével mintegy 200 kis- és nagylemez készült.
Legendás Fradi szurkoló volt, a klub több indulójának szerzője.
Temetését 2010. szeptember 3-án 15 órakor gyászmise keretében a Szent István-bazilikában tartották, végső nyughelye az altemplom.

## Legismertebb slágerei
- Nem várok holnapig
- Szeretni kell, ennyi az egész
- Ádám, hol vagy? (zeneszerző Deák Tamás, Táncdalfesztivál 1967, 3. díj);
- Rövid az élet
- Akit szeretnek a lányok
- Tarzan

## Szerepeiből
A Színházi adattárban regisztrált bemutatóinak száma: színész-11, szerző-32.
- Szirmai Albert: Mézeskalács (Jóska)
- Fényes Szabolcs: Két szerelem (Imre)
- Kornyejcsuk: Bodzaliget (Verba)

## Díjai, elismerései
- Fényes Szabolcs-díj (2002)
- Artisjus-díj (2003)